# Gymnodoris rubropapulosa
Gymnodoris impudica · Doris à papilles orangées, Doris impudique
Espèce
Synonymes
- Trevelyana rubropapulosa Bergh, 1905
- Gymnodoris rubropapulosa (Rüppell & Leuckart, 1828)

Le Doris à papilles orangées ou Doris impudique (Gymnodoris impudica, synonyme de G. rubropapulosa) est une espèce de mollusques nudibranches de la famille des Gymnodorididae.
Cette espèce a été décrite pour la première fois en 1905 par le zoologiste danois Rudolph Bergh (1824-1909).

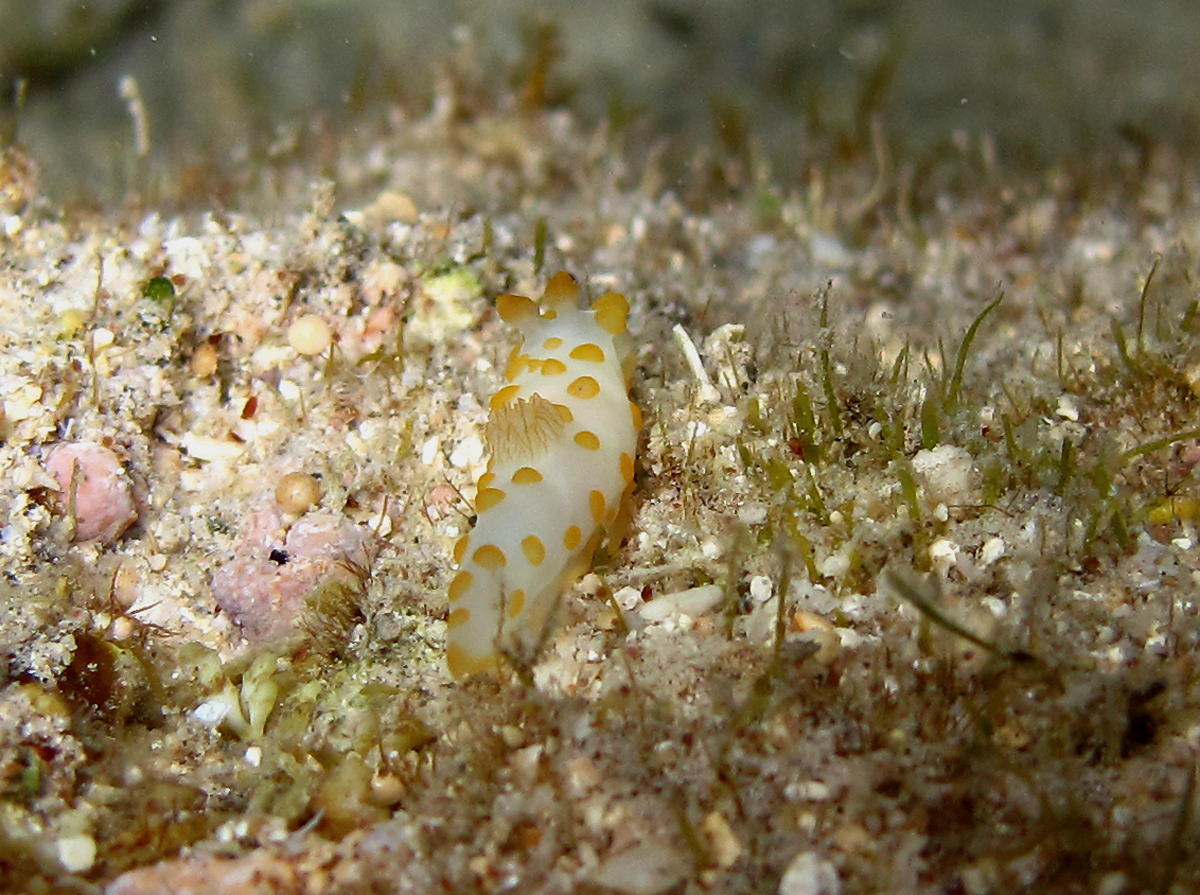
Spécimen photographié de nuit à La Réunion.